# Euscorpiops montanus
Euscorpiops montanus, là một loài bọ cạp nguồn gốc từ Bhutan, Ấn Độ và Pakistan.